# 珀利鸚嘴魚
珀利鸚嘴魚，為輻鰭魚綱鱸形目隆頭魚亞目鸚哥魚科的其中一種，分布於東太平洋區，從加利福尼亞灣至秘魯海域，棲息深度3-36公尺，體長可達76公分，棲息在水淺的礁石區海域，以藻類、珊瑚為食，可作為觀賞魚。